# 俄羅斯槍械列表

## A
- AB-7.62（突擊步槍—7.62×39毫米）
- AVB-7.62（突擊步槍—7.62×54毫米Rimmed）
- A-91（短突擊步槍—5.45×39毫米、5.56×45毫米、7.62×39毫米）
- AEK-906（左輪手槍—9×18毫米AEK-906；9×19毫米 AEK-906-1）
- AEK-918（冲锋枪—9×19毫米）
- AEK-918G（衝鋒槍—9×19毫米）
- AEK-919/AEK-919K（衝鋒槍—9×18毫米）
- AEK-971（突擊步槍—5.45×39毫米—AEK-971 ; 5.56×45毫米—AEK-972 ; 7.62×39毫米—AEK-973 / AEK-973S）
- AEK-978（突擊步槍）
- AEK-999（機槍—7.62×54毫米Rimmed）
- AJC-978V（突擊步槍—5.45×39毫米：Experimental）
- AK（突擊步槍—7.62×39毫米）
  - AKS（突擊步槍—7.62×39毫米）
- AKM（突擊步槍—7.62×39毫米） 
  - AKMS（突擊步槍—7.62×39毫米）
- AK-74（突擊步槍—5.45×39毫米）
  - AK-74M（突擊步槍—5.45×39毫米）
  - AKS-74（突擊步槍—5.45×39毫米）
  - AKS-74U（卡賓槍—5.45×39毫米）
    - AKS-74UN（卡賓槍—5.45×39毫米，加裝夜視瞄準鏡）
    - AKS-74UB（卡賓槍/榴彈發射器—5.45×39毫米／30 毫米榴彈）
- AK-97（卡賓槍—7.62×39毫米）
- AK-101（突擊步槍—5.56×45毫米）
  - AK-102（卡賓槍—5.56×45毫米）
- AK-103（突擊步槍—7.62×39毫米）
  - AK-104（卡賓槍—7.62×39毫米）
- AK-105（卡賓槍—5.45×39毫米）
- AK-107（突擊步槍—5.45×39BARS（自動平衍後座系統））
  - AK-108（突擊步槍—5.56×45毫米）
  - AK-109（突擊步槍—7.62×39毫米）
- AK-9（卡賓槍—9×39毫米）
- AK-200（原形突擊步槍—5.45×39毫米）
  - AK-201（突擊步槍—5.56×45毫米）
  - AK-202（卡賓槍—5.56×45毫米）
  - AK-203（突擊步槍—7.62×39毫米）
  - AK-204（卡賓槍—7.62×39毫米）
  - AK-205（卡賓槍—5.45×39毫米）
- AK-12（突擊步槍—5.45×39毫米）
- AL-4（突擊步槍—5.45×39毫米，試驗型）
- AL-7（突擊步槍—5.45×39毫米，試驗型）
- AN-94（突擊步槍—5.45×39毫米）
- AO-9（機槍—23×115毫米）
- AO-10
- AO-16
- AO-17（步槍—7.62×53毫米）
- AO-18（Gatling Machine Gun—30毫米）
- AO-27（Flechette Rifle—10×54毫米 R）
- AO-31（突擊步槍—7.62×39毫米）
- AO-38（突擊步槍—5.45×39毫米）
- AO-44（衝鋒手槍—9×18毫米）
- AO-46（突擊步槍—5.45×39毫米）
- AO-63（突擊步槍—5.45×39毫米，試驗型）
- AO-65（突擊步槍—5.45×39毫米）
- AO-222（突擊步槍—5.45×39毫米）
- 斯捷奇金APS（衝鋒手槍—9×18毫米PM）
- APS（突擊步槍—5.66×39毫米 MPS）
- ASM-DT（突擊步槍—5.45×39毫米MGTS／5.45×39 M74）
- ADS（突擊步槍—5.45×39毫米PSP／5.45×39 M74）
- AS Val（微聲自動步槍—9×39毫米）
- AVS-36（自動步槍—7.62×54毫米R）
- AGS-17（自動榴彈發射器—30×29毫米BR榴彈）
- AGS-30（自動榴彈發射器—30×29毫米BR榴彈）
- AGS-40（自動榴彈發射器—40毫米榴彈）

## B
- B94（半自動步槍，12.7×108毫米）
- Baikal MP-141K（半自動卡賓槍—.22 LR & .22 Magnum）
- Baikal-441（手槍—6.35毫米／.25ACP）
- Baikal-442（手槍—9×18毫米）
- BG-15（榴彈發射器—40×46毫米榴彈）
- Bizon
  - Bizon 2（衝鋒槍—9×18毫米Makarov）
    - Bizon 2-01（衝鋒槍—9×19毫米Parabellum）
    - Bizon 2-02（衝鋒槍—9×17毫米／.380 ACP（英语：.380 ACP））
    - Bizon 2-03（衝鋒槍—9×18毫米Makarov）
    - Bizon 2-04（半自動卡賓槍—9×18毫米Makarov）
    - Bizon 2-05（半自動卡賓槍—9×19毫米Parabellum）
    - Bizon 2-06（半自動卡賓槍—9×17毫米／.380 ACP）
    - Bizon 2-07（衝鋒槍—7.62×25毫米）

  - Bizon 3（衝鋒槍—9×18毫米Makarov）
- BS-1 30 mm（榴彈發射器—30毫米榴彈）

## C
- CRA-1

## D
- DP機槍
  - DP-27 / DP-28（輕機槍—7.62×54毫米R）
  - DPM（輕機槍—7.62×54毫米R）
  - DA（輕機槍—7.62×54毫米R）
  - DT / DTM（輕機槍—7.62×54毫米R）
  - RP-46（輕機槍—7.62×54毫米R）
- DShK
  - DShK 1938（重機槍—12.7×108毫米）
  - DShK 1938/1946 / DShKM（重機槍—12.7×108毫米）
- DP-64（榴彈發射器—45毫米）

## F
- 費德洛夫M1916自動步槍（FedorovM1916Avtomat）－費德羅夫M1916自動步槍為世界上第一種服役的自動步槍，1916年推出

## G
- GP-25（榴彈發射器—40×46毫米榴彈）
  - GP-30（榴彈發射器—40×46毫米榴彈）
- GShG-7.62（加特林機槍—7.62×54毫米）
- GSh-18（手槍—9×19毫米Parabellum）

## K
- Kord（重機槍—12.7×108毫米）
- KOVROV UDAR（左輪手槍—？）
- KPB DROTIK（自動手槍）
- KPB PP90-M（衝鋒槍）
- KPB U94-TS（左輪手槍—？）
- KPV（重機槍—14.5×114毫米）
  - KPVT（坦克用重機槍）
- KSVK（狙擊步槍—12.7×108毫米）

## L
- Lobaev OVL／SVL（獵用／狙擊步槍）

## M
- 馬卡洛夫PM（手槍—9×18毫米Makarov）
  - Makarov PMM（手槍—9×18毫米Makarov）
- 馬克沁M1910重機槍（Ma×im M1910，重機槍—7.62×54毫米Rimmed）
- 莫辛-納甘步槍（Mosin-Nagant）
  - 莫辛-納甘 M1891步兵步槍（手動步槍—7.62×54毫米Rimmed）
  - 莫辛-納甘 M1891龍騎兵步槍（手動步槍—7.62×54毫米Rimmed）
  - 莫辛-納甘 M1891哥薩克騎兵步槍（手動步槍—7.62×54毫米Rimmed）
  - 莫辛-納甘 M1891/1910（手動步槍—7.62×54毫米Rimmed）
  - 莫辛-納甘 M1891/1930（手動步槍—7.62×54毫米Rimmed）
  - 莫辛-納甘 M1938卡賓槍（手動步槍—7.62×54毫米Rimmed）
  - 莫辛-納甘 M1944卡賓槍（手動步槍—7.62×54毫米Rimmed）
- MP-443 Grach（手槍—9×19毫米Parabellum）
- MP-444 Bagira（手槍—9毫米）
- MP-445 Varjag（手槍—9×19毫米Parabellum和.40 S&W）
- MP-446 Viking（手槍—9×19毫米Parabellum）
- MP-448 Skyph（手槍—9毫米）
- MTs-255（轉輪式霰彈槍－12鉛徑霰彈）
- MP-412 REX（轉輪式手槍－.357麥格農）

## N
- 納甘M1895（左輪手槍—7.62×38毫米R）
- NSV（重機槍—12.7×108毫米）

## O
- ORSIS T-5000（狙擊步槍—7.62×51毫米北約／.308 溫徹斯特口徑，.300溫徹斯特麥格農，.338拉普麥格農）
- OSV-96（狙擊步槍—12.7×108毫米）
- OTs-12 Tiss（短突擊步槍—9×39毫米）
- OTs-14 Groza（短突擊步槍—9×39毫米，7.62×39毫米）
- OTs-23 DROTIK（自動手槍）
- OTs-33 Pernach（自動手槍）

## P
- PH-45（手槍—.45 ACP）
- PK（通用機槍—7.62×54毫米Rimmed）
  - PKM（通用機槍—7.62×54毫米Rimmed）
  - PKSMN（通用機槍—7.62×54毫米Rimmed）
  - PKT（通用機槍—7.62×54毫米Rimmed）
- Pecheneg（通用機槍—7.62×54毫米Rimmed）
- PP-19（衝鋒槍（Bison） 9×18毫米PM和PMM; 7,62×25毫米Tokarev; 9×19毫米Luger / Parabellum）
  - PP-19-01（衝鋒槍—9×19毫米Luger / Parabellum （9×19 7N21））
- PP-90（衝鋒槍 9×18毫米 PM ）
- PP-91（衝鋒槍 9×18毫米 PMM—Makarov Modernized for Klin）
- PP-90M1（衝鋒槍—9×19毫米Luger / Parabellum （9×19 7N21、7N31））
- PP-93（衝鋒槍—9×18毫米 PM）
- PP-2000（衝鋒槍—9×19毫米Luger / Parabellum （9×19 7N21、7N31））
- PPD-34（衝鋒槍—7.62×25毫米TT）
- PPD-34/38（衝鋒槍—7.62×25毫米TT）
- PPD-40（衝鋒槍—7.62×25毫米TT）
- PPS-42/PPS-43（衝鋒槍—7.62×25毫米TT）
- PPSh-41（衝鋒槍—7.62×25毫米TT）
- PTRD-41  （14.5×114毫米）
- PTRS-41（14.5×114毫米）

## R
- RG-6／6G30（40 毫米轉輪式榴彈發射器）
- RGM-40（榴彈發射器 — 40 毫米無殼榴彈）
- RGS-50（榴彈發射器 － 50 毫米榴彈）
- RMB-93（泵動式霰彈槍 — 12鉛徑霰彈）
- RPD（RPDM）（輕機槍 — 7.62×39毫米）
- RPG-2（火箭推進榴彈 — 40 毫米）
- RPG-7（火箭推進榴彈 — 40 毫米）
- RPG-16（火箭推進榴彈 — 58 毫米）
- RPG-18（火箭推進榴彈 — 64 毫米）
- RPG-22（火箭推進榴彈 — 72.5 毫米）
- RPG-26（火箭推進榴彈 — 72.5 毫米）
- RPG-27（火箭推進榴彈 — 105 毫米）
- RPG-28（火箭推進榴彈 — 125 毫米）
- RPG-29（火箭推進榴彈 — 105 毫米）
- RPG-30（火箭推進榴彈 — 105 毫米）
- RPG-32（火箭推進榴彈 — 105 毫米）
- RPK（輕機槍 — 7.62×39毫米）
- RPK-74（輕機槍 — 5.45×39毫米）
- RPK-201（輕機槍 — 5.56×45毫米）
- RPK-203（輕機槍 — 7.62×39毫米）
- RPK-16（輕機槍 — 5.45×39毫米）
- RPO-A Shmel'（火箭推進火焰噴射器）
- RSh-12.7左轮手枪（左轮手枪 － 12.7×55毫米）

## S
- Saiga-12（半自動霰彈槍— 12鉛徑霰彈）
- Saiga-20（半自動霰彈槍 — 20號口徑霰彈）
- Saiga-410（半自動霰彈槍 — 410 gauge）
- Saiga-308（半自動步槍 — .308 cal）
- Saiga-30-06（半自動步槍 — .30-06）
- SG-43（中型機槍 — 7.62×54毫米Rimmed）
- Shkval（犢牛式突擊步槍 — 5.45×39毫米）
- SKS（半自動卡賓槍 — 7.62×39毫米）
- SPP-1（手槍 — 4.5×40毫米）
- SR-1 Gyurza（手槍 — 9×21毫米Gyurza）
- SR-2 Veresk（衝鋒槍—9×21毫米）
- SR-3 Vikhr（短突擊步槍 — 9×39毫米）
- SV-98（狙擊步槍 — 7.62×54毫米Rimmed、7.62×51mm NATO）
- SV-99（狙擊步槍 — .22 LR）
- SVD（狙擊步槍 — 7.62×54毫米Rimmed）
- SVDK（狙擊步槍 — 9×64毫米）
- SVT
  - SVT-38（戰鬥步槍 — 7.62×54毫米Rimmed）
  - SVT-40（戰鬥步槍 — 7.62×54毫米Rimmed）
    - SKT-40（戰鬥步槍 — 7.62×54毫米Rimmed）
- SVU（狙擊步槍 — 7.62×54毫米Rimmed）

## T
- TT手槍（手槍—7.62×25 毫米 TT）
- TKB-010（卡賓槍—7.62 × 33 毫米）
- TKB-011 2M（突擊步槍—7.62×39毫米）
- TKB-022P（突擊步槍—7.62×39毫米）
- TKB-022PM（突擊步槍—7.62×39毫米）
- TKB-041
- TKB-059（突擊步槍—7.62×39毫米）
- TKB-061
- TKB-072（突擊步槍—5.45×39毫米：E×perimental）
- TKB-0105
- TKB-0111（突擊步槍—5.45×39毫米：E×perimental）
- TKB-0136-3M（突擊步槍—5.45×39毫米：E×perimental）
- TKB-0146（突擊步槍—5.45×39毫米：E×perimental）
- TKB-0216（左輪手槍—9 × 18 毫米）
- TKB-408（突擊步槍—7.62×39毫米）
- TKB-415（突擊步槍—7.62×39毫米）
- TKB-454（突擊步槍—7.62×39毫米）
- TKB-486（突擊步槍—5.45×39毫米：E×perimental）
- TKB-494
- TKB-500
- TKB-504
- TKB-506（Assasination Device—7.62×25 毫米 TT）
- TKB-506A（Assasination Device—5.45×39毫米）
- TKB-517（突擊步槍—7.62×39毫米）
- TKB-523（輕機槍—7.62×39毫米）
- TKB-579（自動步槍—7.62×54毫米Rimmed）
- TT× 80.002（突擊步槍—5.45×39毫米／12.7毫米）

## V
- VKS（滅音狙擊步槍—12.7 × 55毫米）
- VSS Vintorez（滅音狙擊步槍—9×39毫米）
- VSK-94（滅音狙擊步槍—9×39毫米）

## Y
- Yak-B 12.7（加特林機槍—12.7×108毫米）

## 6
- 6P62（全自動反器材步槍—12.7×108毫米）

## 8
- 80.002（突擊步槍—5.45×39毫米／12.7毫米）

## 9
- 9A-91（卡賓槍—9×39毫米）